# جيمس موريس (سياسي)
جيمس موريس (بالإنجليزية: James Maurice) هو محامي وسياسي أمريكي، ولد في 7 نوفمبر 1814 في الولايات المتحدة، وتوفي بنفس المكان في 4 أغسطس 1884. حزبياً، نشط في الحزب الديمقراطي. انتخب عضو جمعية ولاية نيويورك وانتخب عضو مجلس النواب الأمريكي.